# Campionati europei di atletica leggera 2012 - Staffetta 4×400 metri maschile
La 4x400 maschile si è tenuta il 30 giugno ed il 1º luglio.

## Risultati

### Batterie
Primi 3 di ogni batteria qualificati per la finale, insieme ai 2 migliori tempi successivi.
| Pos | Batteria | Corsia | Nazione     | Atleti                                                                  | Tempo   | Note |
| --- | -------- | ------ | ----------- | ----------------------------------------------------------------------- | ------- | ---- |
| 1   | 2        | 6      | Belgio      | Nils Duerinck, Antoine Gillet, Jente Bouckaert, Kevin Borlée            | 3:05.29 | Q    |
| 2   | 2        | 8      | Rep. Ceca   | Daniel Němeček, Pavel Maslák, Josef Prorok, Jakub Holuša                | 3:05.41 | Q    |
| 3   | 1        | 2      | Regno Unito | Luke Lennon-Ford, Michael Bingham, Conrad Williams, Nigel Levine        | 3:05.50 | Q    |
| 4   | 1        | 5      | Polonia     | Kamil Budziejewski, Jan Ciepiela, Michał Pietrzak, Piotr Wiaderek       | 3:05.69 | Q    |
| 5   | 1        | 3      | Germania    | Jonas Plass, Kamghe Gaba, Niklas Zender, Thomas Schneider               | 3:05.71 | Q    |
| 6   | 2        | 7      | Ucraina     | Myhaylo Knysh, Oleksiy Ryemyen, Yevhen Hutsol, Volodymyr Burakov        | 3:06.12 | Q    |
| 7   | 2        | 4      | Paesi Bassi | Joeri Moerman, Bram Peters, Dennis Spillekom, Youssef El Rhalfioui      | 3:06.15 | q    |
| 8   | 1        | 6      | Francia     | Teddy Venel, Naman Keïta, Marc Macédot, Mame-Ibra Anne                  | 3:06.44 | q    |
| 9   | 1        | 4      | Italia      | Lorenzo Valentini, Isalbet Juarez, Andrea Barberi, Claudio Licciardello | 3:08.78 |      |
| 10  | 2        | 3      | Spagna      | Roberto Briones, Mark Ujakpor, David Testa, Samuel García               | 3:09.11 |      |
| 11  | 1        | 8      | Russia      | Yegor Kibakin, Aleksey Kenig, Maksim Aleksandrenko, Nikita Uglov        | 3:09.94 |      |
| 12  | 2        | 2      | Finlandia   | Petteri Monni, Ville Wendelin, Oskari Mörö, Jani Koskela                | 3:10.26 |      |
| 13  | 1        | 7      | Turchia     | Mehmet Güzel, Halit Kiliç, Bugra Han Kocabeyoglu, Yavuz Can             | 3:11.44 |      |
| 14  | 2        | 5      | Ungheria    | Tibor Kása, Zoltán Kovács, Dávid Bartha, Máté Lukács                    | 3:11.79 |      |
| -   | 1        | 1      | Irlanda     | Brian Murphy, David Gillick, Tim Crowe, Jason Harvey                    | DQ      |      |

### Finale
| Pos | Corsia | Nazione     | Atleti                                                                | Tempo   | Note |
| --- | ------ | ----------- | --------------------------------------------------------------------- | ------- | ---- |
| 1   | 6      | Belgio      | Antoine Gillet, Jonathan Borlée, Jente Bouckaert, Kevin Borlée        | 3:01.09 | EL   |
| 2   | 5      | Regno Unito | Nigel Levine, Conrad Williams, Robert Tobin, Richard Buck             | 3:01.56 |      |
| 3   | 7      | Germania    | Jonas Plass, Kamghe Gaba, Eric Krüger, Thomas Schneider               | 3:01.77 |      |
| 4   | 4      | Polonia     | Piotr Wiaderek, Jan Ciepiela, Marcin Marciniszyn, Kacper Kozłowski    | 3:02.37 |      |
| 5   | 3      | Rep. Ceca   | Daniel Němeček, Pavel Maslák, Josef Prorok, Jakub Holuša              | 3:02.72 | NR   |
| 6   | 1      | Francia     | Teddy Venel, Toumane Coulibaly, Marc Macédot, Yannick Fonsat          | 3:03.04 |      |
| 7   | 8      | Ucraina     | Oleksiy Ryemyen, Stanislav Melnykov, Yevhen Hutsol, Volodymyr Burakov | 3:04.56 |      |
| 8   | 2      | Paesi Bassi | Joeri Moerman, Bram Peters, Dennis Spillekom, Youssef El Rhalfioui    | 3:05.68 |      |